# Sweet Gwendoline
Sweet Gwendoline, de John Willie, apparaît sous forme de feuilleton dans la revue Wink, de juin 1947 à  février 1950. C'est le personnage le plus emblématique auprès des amateurs de bondage.
Ses aventures sont publiées jusqu'en 1958. Parmi les numéros les plus connus : Sweet Gwendoline (no 50 publié en 1946), The Escape Artist (1949),The Missing Princess (1952) ou encore The Race for the Gold Cup (1958). Ce n'est qu'à la fin des années 1950 que Willie publie l'album de bande dessinée de 64 pages connu sous le nom de Sweet Gwendoline.
Les aventures de Sweet Gwendoline furent éditées en français en deux volumes en 1976 et 1978, par la maison d'édition Les Humanoïdes associés. Mais ce n'est qu'en 1995 que la jeune et naïve héroïne ressuscite, grâce aux éditions Belier Press, dans un ouvrage revu et complété, issu de l'œuvre originale de John Willie. En 2011 et 2012, les éditions Delcourt rééditent en deux volumes de la collection Erotix les aventures de Gwendoline.

## Adaptations
Sweet Gwendoline a été adapté au cinéma en 1984 par Just Jaeckin, réalisateur du célèbre film érotique Emmanuelle. Le film, The perils of Gwendoline in the land of the Yik Yak est sorti en France sous le titre de Gwendoline.
Le groupe de punk allemand die Ärzte a pris le personnage de Gwendoline comme mascotte et lui a consacré une chanson (Sweet Sweet Gwendoline).